# Simulium cristalinum
Simulium cristalinum är en tvåvingeart som beskrevs av Coscaron och Py-daniel 1989. Simulium cristalinum ingår i släktet Simulium och familjen knott. Inga underarter finns listade i Catalogue of Life.